# Беде
Беде (фр. Bédée) је насељено место у Француској у региону Бретања, у департману Ил и Вилен.
По подацима из 2011. године у општини је живело 4003 становника, а густина насељености је износила 102,77 становника/km².

## Демографија
| 1962. | 1968. | 1975. | 1982. | 1990. | 2011. |
| ----- | ----- | ----- | ----- | ----- | ----- |
| 1.707 | 1.745 | 1.986 | 2.726 | 2.970 | 4.003 |